# Couronne boréale
Corona Borealis
La Couronne boréale est une petite constellation de l'hémisphère nord. Elle est effectivement formée d'étoiles disposées en un arc-de-cercle, l'étoile centrale, α Coronae Borealis (Alphecca), étant la plus brillante et formant le diadème. Elle est le pendant septentrional de la Couronne australe.

## Nomenclature, mythologie et histoire
En Mésopotamie, la désignation la plus ancienne que nous ayons est mul.BAL.TEŠ.A SUKAL d.MÚŠ, comme le rappelle la Série MUL.APIN : ainsi l’étoile Alpha Coronae Borealis, « l’étoile de Balteša, déesse de la « Dignité » – qualité qui se dit bāštu en akkadien –, est la Messagère de Tišpak, « le Seigneur des armées ». Mais cette étoile est aussi attribuée, dans un document contemporain du précédent à NANNA, nom de la Lune, aussi appelée « Notre Maîtresse ».
Pourtant, à cette époque déjà, soit au début du 1er millénaire av. è. c., le ciel est contexturé en constellations et α CBr fait partie d’une figure analogique, et non plus mythologique, appelée GAM = kippatu, soit « le Cercle, l’Anneau ».
En Grèce, cette figure est nommée ὁ Στέφανος, comme cela est attesté chez Épiménide, actif au milieu du VIe siècle, puis chez Euctémon, Démocrite et naturellement Eudoxe et Aratos, puis Hipparque (IIe siècle av. J.-C.): en effet, des études d'un palimpseste du Codex Climaci Rescriptus (VIe siècle) ont permis de retrouver un fragment du catalogue d'étoiles d'Hipparque, où cette constellation est décrite,. Il faudra attendre Ptolémée pour qu’elle soit qualifiée de βόρειος, ceci pour la distinguer de celle qu’il créée symétriquement dans le ciel austral. Même si l’on peut imaginer que cette figure soit née de façon indépendante chez les Grecs, il est peu douteux qu’il ne s’agisse pas d’une acclimatation de la constellation mésopotamienne, dont maintes reprises – à peu près la moitié de leurs figures célestes – prouvent que ceux-ci connaissaient le ciel de Babylone.

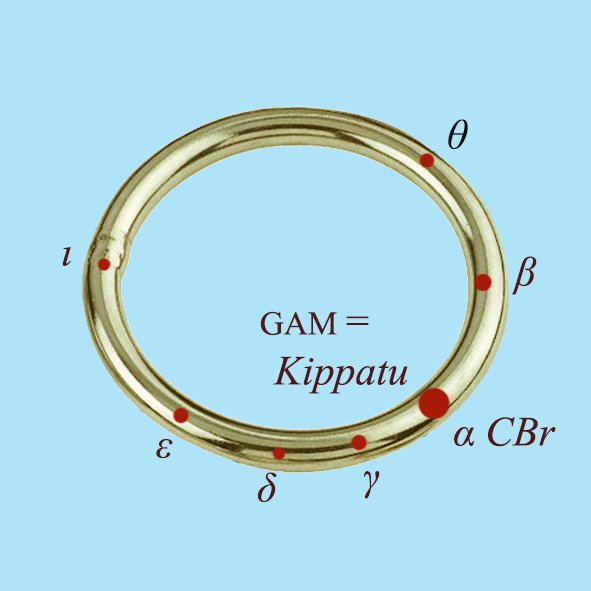
'GAM = Kippatu, « l’Anneau », dans le ciel Mésopotamien.
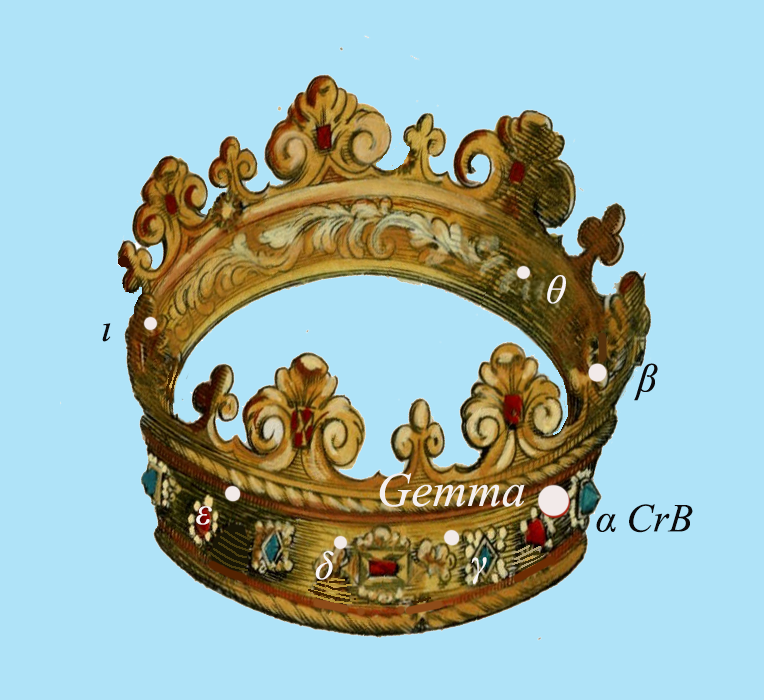
Corona Borealis, héritière de ὁ Στέφανος (Grèce).
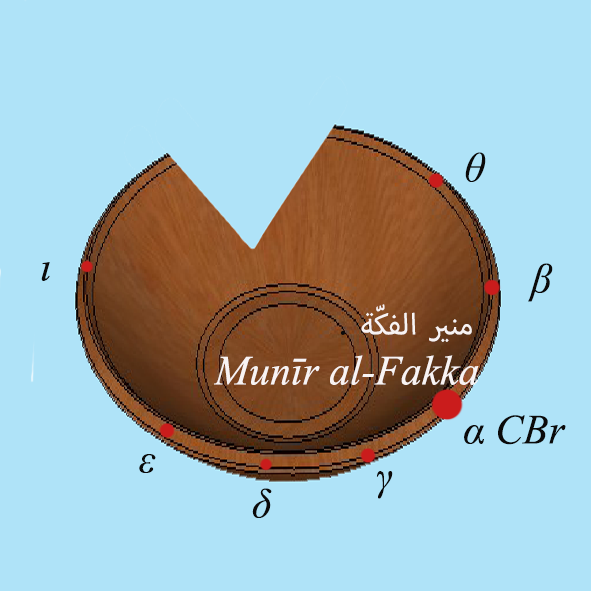
La figure de الفكّة le Bris, dans le ciel arabe traditionnel.
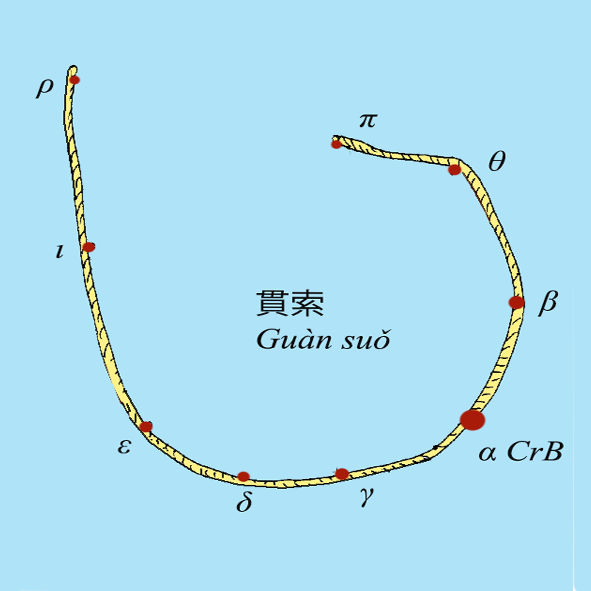
貫索 Guàn suǒ, « le Cordon », dans le ciel chinois traditionnel

Les Romains n’ont fait que reprendre à leur compte la figure grecque, l’appelant tout simplement Corona, ainsi que cela est attesté chez Cicéron. Mais on trouve aussi chez eux exceptionnellement le nom Ariadna, c’est-à-dire « d’Ariane », notamment chez Hyginus, et Serta, « la Guirlande » chez parfois même Serta Coronae, chez Germanicus et Avienus.
Chez les Arabes, nous avons, de façon habituelle, deux représentations du ciel parallèles et non exclusives, le ciel arabe traditionnel formaté à partir des manāzil al-qamar ou « stations lunaires », et le ciel formaté par les Grecs et adopté par les astronomes arabes au IXe siècle, ou ciel gréco-arabe.
Dans le ciel des astronomes classiques, cette constellation est اكليل الشمالي al-Iklīl al-Šamālī, « la Couronne Boréale », soit la traduction du grec ὁ Στέφανος βόρειος.
En revanche, existe, dans le ciel arabe traditionnel, une autre figure analogique, الفكّة al-Fakka, « le Bris ». Mais du fait que la configuration des étoiles suggère un cercle brisé, la constellation porte aussi, selon ᶜAbd al-Raḥmān al-Sūfī al-Ṣūfī (964), le nom pittoresque de قصعة المساكين Qaṣᶜat al-masākin, « l’Écuelle des Pauvres », et bien d’autres appellations expressives encore.
En Europe, les clercs latins connaissaient le nom Corona Borealis par les encyclopédies et les quelques manuscrits des Aratea, c’est-à-dire les versions latines des Φαινόμενα d’Aratos, à leur disposition, mais ils connurent dès l’an mil le nom arabe de cette figure. Nous lisons ainsi, chez Gérard de Crémone (ca. 1175) : Stellatio Corone septentrionalis : & est Alfeta, qui reprend al-Ḥağğāğ b. Maṭar et Isḥāq b. Ḥunayn, lesquels écrivent : كوكب الإكليل الشمالي وهو الفكّة kawkab Ikīl al-šamālī wa huwwa al-Fakka. À son époque, on ne lit pas encore le nom grec dans le texte, ce qui n’adviendra qu’à la Renaissance. Et l’on trouve par exemple, dans l’Uranometria de Johann Bayer (1603), une liste de noms connus dans les différentes langues, selon l’usage de l’époque, et pour une fois sans le nom grec, en particulier In Arabica mappa, Acliluschemali, qui est l’arabe الإكليل الشمالي al-Ikīl al-šamālī, qui est le nom de la constellation dans le ciel gréco-arabe, et Chaldeis Malphacarre, une curiosité venant de الفكّة al-Fakka, soit le nom de la constellation dans le ciel arabe traditionnel. Ces noms figurent encore dans plusieurs catalogues jusqu’à ce que la nomenclature approuvée en 1930 par l’Union astronomique internationale (UAI) ne chasse définitivement les appellations autres que Libra, à l’exception du grec  Στέφανος βόρειος.
Le nom Maphelcarre, que l’on trouve chez Johann Bayer (1603), suiv par bien d’autres, notamment Giovanni Battista Riccioli (1665), et noté par Richard Allen (1899) pour le nom de la constellation, vient d’un nom relevé dans une des éditions des Tables alphonines par Joseph Juste Scaliger (1579). Il l’interprète audacieusement comme l’ar. mālaf al-qurra, « sertum pupillae », mais il ne s’agit de rien d’autres qui n’est que déformation Munir Elfeca, introduit au XIe par les disciples de Gerbert d’Aurillac à partir de l’arabe منير الفكّة Munīr al-Fakka,.
Chez les Chinois , le nom traditionnel de cet astérisme est 貫索 (pinyin : Guàn suǒ), « le Cordon ».

## Observation des étoiles

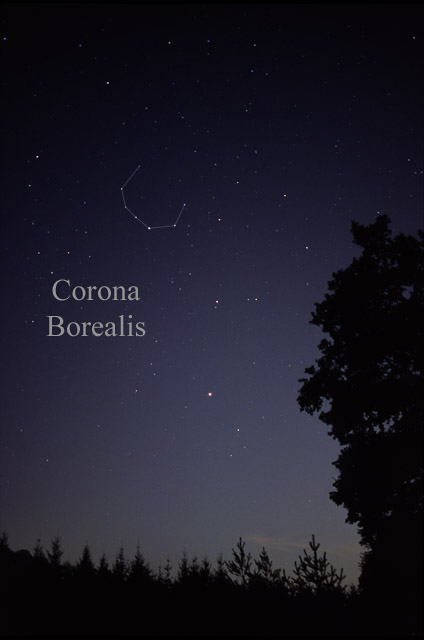
Constellation de la Couronne boréale.

Visibilité nocturne de la constellation.